# Thierry Obadia
Pour les articles homonymes, voir Obadia.
 (janvier 2010).
Si vous disposez d'ouvrages ou d'articles de référence ou si vous connaissez des sites web de qualité traitant du thème abordé ici, merci de compléter l'article en donnant les références utiles à sa vérifiabilité et en les liant à la section « Notes et références ».
Thierry Obadia, né à Dax en 1971, est un acteur, scénariste et réalisateur français.

## Biographie
Thierry Obadia est acteur, scénariste et réalisateur, et également auteur, compositeur et interprète. Il sort son premier album Comme un ange en 2005.
Il fait ses débuts comme comédien dans le téléfilm Les Enfants de Lascaux de Maurice Bunio.
En 2007, il commence l'écriture de son premier long métrage, Lisa, qui est présenté à l'Hôtel Martinez lors du Festival de Cannes 2009. Pour Lisa, il signe aussi la musique du film avec Jérôme Baudoui. Il passe ensuite par le format court avec La Vallée des anges, retenu sur le Festival de Cannes en 2011, et Mercredi…? Pas école, sélectionné au Festival international du film court d'Avignon puis au Festival de Cannes en 2014.
Pour ADN, l'âme de la terre, son second long métrage, il dirige notamment Michel Jonasz, Philippe Nahon, Albert Delpy et Alexia Barlier. Le film est sélectionné au Festival du film de Woodstock (en) aux États-Unis et y fait son avant-première mondiale le 5 octobre 2013.

## Filmographie
Sauf indication contraire, les informations mentionnées dans cette section peuvent être confirmées par les bases de données cinématographiques IMDb et Allociné,  présentes dans la section « Liens externes ».

### Acteur
- 1990 : Les Enfants de Lascaux (téléfilm) de Maurice Bunio
- 1990 : Le Déjeuner de Sousceyrac de Lazare Iglesis
- 1993 : Ma saison préférée d'André Téchiné
- 1997 : L'Enfant des terres blondes d'Edouard Niermans
- 1998 : Belle Grand-mère (téléfilm) de Marion Sarraut
- 1998 : Fait d'hiver de Robert Enrico
- 1998 : Alice et Martin d'André Téchiné
- 1998 : À tout jamais d'Andy Tennant
- 2001 : Fils de zup de Gile Romera
- 2009 : Lisa de Thierry Obadia et Pascal J. Jardel
- 2014 : ADN, l'âme de la terre de Thierry Obadia
- 2017 : Je m'appelle Chloé, j'ai 25 ans, j'veux pas mourir de Thierry Obadia
- 2018 : Faking Real de Przemyslaw Reut
- 2018 : Les Preuves du passé de Christophe Ledard[3]
- 2020 : Jeffrey et moi d'après le livre "Plaies et Bosses" de Gabrielle Tamby[4]
- 2021 : Burn Out d'après le livre "Ecollaboratrice m'a sauveR" de Laurent Cellérier
- 2022 : Sur mon chemin de Thierry Obadia

### Réalisateur et/ou scénariste

#### Longs métrages
- 2009 : Lisa
- 2014 : ADN, l'âme de la terre (sélection et première mondiale au Festival du film de Woodstock (en) aux États-Unis)
- 2024 : Sur mon chemin

##### Courts métrage
- 2011 : La Vallée des anges (Festival de Cannes Short Film Corner 2011)
- 2014 : Mercredi...? pas école (Festival de Cannes Short Film Corner 2014)[réf. nécessaire]
- 2017: Je m'appelle Chloé, j'ai 25 ans, j'veux pas mourir[5]
- 2020 : Une idée d'enfant avec Firmine Richard, Agnès Soral et Léa Darolles. Sélection officielle Festival de Cannes Short Méditerranéen[réf. nécessaire]
- 2020 : Jeffrey et moi d'après le livre Plaies et Bosses de Gabrielle Tamby- Prix d'excellence au Canada Shorts Film Festival 2021[6]
- 2021 : Burn Out d'après le livre Ecollaboratrice m'a sauveR de Laurent Cellérier[7]
- 2022 : L'accident[8]

###### Clips
- 2009 : Ketty Lyne
- 2009 : Nathanaëlle (révélation France Bleu)
- 2015 : Projet O2 - Elise
- 2018 : David Anton[réf. nécessaire]

###### Publicités et films d'entreprise
- 2010 : Vallée and Blues, publicité pour Hyundai
- 2015 : La ferme des étoiles
- 2015 : La ville de Fleurance
- 2015 : Pôle 21 - Communauté de communes de la Lomagne Gersoise
- 2016 : Film d'entreprise pour la société BM Manutention - scénario
- 2016 : SNCF
- 2017 : Prodays 2017 avec Culture Vélo
- 2017: Les Guerriers du XIII pour le Toulouse olympique XIII
- 2017 : Les 20 ans de l'entreprise Sarrazain
- 2018 : Prodays 2018 avec Culture Vélo
- 2018 : AVIVA
- 2018 : LP Direct pour les sacs de voyage Kurma
- 2019 : La Fondation Toulouse Cancer Santé
- 2019 : Société Assist'im
- 2019 : Aéroscopia
- 2019 : Les dédicadres de Patrick Tabacco
- 2019 : Pub Delahaye Hyundai
- 2020 : TM SAFETY
- 2022 : AVIVA